# Karyn Kupcinet
Karyn Kupcinet, nata Roberta Lynn Kupcinet (Chicago, 6 marzo 1941 – West Hollywood, 28 novembre 1963), è stata un'attrice statunitense.

## Biografia
Nata a Chicago, era figlia di Irv Kupcinet, giornalista, personaggio televisivo e radiofonico, e di Esther Solomon. Suo fratello Jerry Kupcinet (1944-2019) è stato un produttore e regista televisivo.
Debuttò nel 1959 nel film Il selvaggio e l'innocente, in un ruolo non accreditato. Nel 1961 apparve nel film L'idolo delle donne. Partecipò anche a produzioni televisive come The Donna Reed Show, General Electric Theater, The Andy Griffith Show e Carovane verso il west. 
Nel periodo 1961-1962 prese parte a 19 episodi di Mrs. G. Goes to College, show ribattezzato The Gertrude Berg Show.
Nel novembre 1963, sei giorni dopo l'assassinio di John Fitzgerald Kennedy, il suo corpo fu ritrovato senza vita nella sua casa di West Hollywood. Il medico legale Harold Kade rilevò la frattura dell'osso ioide e dichiarò che l'attrice era stata strangolata. La sua morte è ufficialmente classificata come un omicidio irrisolto e viene annoverata con altre connesse alle molteplici teorie del complotto legate all'assassinio di Kennedy.

## Filmografia

### Cinema
- Il selvaggio e l'innocente (The Wild and the Innocent), regia di Jack Sher (1959) - non accreditata
- La mia terra (This Earth Is Mine), regia di Henry King (1959) - non accreditata
- Non mangiate le margherite (Please Don't Eat the Daisies), regia di Charles Walters (1960) - non accreditata
- La piccola bottega degli orrori (The Little Shop of Horrors), regia di Roger Corman (1960) - accreditata come Tammy Windsor
- L'idolo delle donne (The Ladies Man), regia di Jerry Lewis (1961)

### Televisione
- U.S. Marshal – serie TV, un episodio (1959)
- The Betty Hutton Show – serie TV, un episodio (1960)
- The Andy Griffith Show – serie TV, un episodio (1960)
- Carovane verso il west (Wagon Train) – serie TV, un episodio (1960)
- General Electric Theater – serie TV, un episodio (1961)
- Lock-Up – serie TV, episodi 1x18-2x33 (1960-1961)
- The Donna Reed Show – serie TV, un episodio (1961)
- The Gertrude Berg Show – serie TV, 19 episodi (1961-1962)
- The Red Skelton Show – serie TV, un episodio (1962)
- Hawaiian Eye – serie TV, 8 episodi (1960-1962)
- G.E. True – serie TV, episodio 1x06 (1962)
- The Wide Country – serie TV, episodio 1x16 (1963)
- Going My Way – serie TV, episodio 1x21 (1963)
- Death Valley Days – serie TV, un episodio (1963)
- Perry Mason – serie TV, un episodio (1964) - postumo